# Teodorico de Termonde
Teodorico de Termonde (también Terremonde o Tenremonde, fallecido en 1206 en Rusion) fue por matrimonio señor de Adelon en el Reino de Jerusalén, y condestable del Imperio latino de Constantinopla.
Fue el hijo menor de Gutierre II de Terremonde, señor de Termonde (en flamenco: Dendermonde) en Flandes.
Probablemente fue, como Teodorico de Orca y Aimaro de Lairon uno de los cruzados que permanecieron en Tierra Santa después de finalizada la Tercera Cruzada. A partir de 1193, pudo estar en el Reino de Jerusalén durante los reinados de Enrique I y Amalarico II. Después de 1198, se casó con Inés de Adelon, la hermana y heredera de Adán de Adelon. Por derecho de su esposa gobernó el señorío de Adelon después de la muerte de Adán.
En 1204 partió de Tierra Santa y fue junto a Hugo de Tiberíades y su hermano Raúl con un contingente de tropas a Constantinopla, donde su compatriota Balduino de Flandes había sido coronado emperador del Imperio latino después de la Cuarta Cruzada. Balduino nombró a Teodorico como condestable. El nuevo Imperio estaba en ese momento involucrado en una feroz guerra en Tracia con el zar de Bulgaria (así como de los cumanos y valacos) Kaloján. Según los registros de Godofredo de Villehardouin Teodorico murió en la primavera de 1206 en la batalla de Rusion (también Roussillon o Rusium) en Tracia combatiendo contra la caballería cumana.
Teodorico tuvo un hijo con Inés, Daniel, que le sucedió como señor de Adelon, y una hija, Margarita.